# Andrzej Grabianowski
Andrzej Grabianowski herbu Świnka (zm. przed 24 listopada 1683 roku) – profesor Akademii Krakowskiej, doktor obojga praw, kantor wiślicki, scholastyk kolegiaty Wszystkich Świętych w Krakowie, kanonik krakowski w 1670 roku, audytor przy biskupie krakowskim Andrzeju Trzebickim w 1671 roku. Pochowany został w katedrze wawelskiej.